# Прилуки (Онезький район)
Прилуки (рос. Прилуки) — село в Онезькому районі Архангельської області Російської Федерації.
Населення становить 103 особи. Входить до складу муніципального утворення Чекуєвське поселення.

## Історія
Від 2004 року входить до складу муніципального утворення Чекуєвське поселення.

## Населення
| 1918 | 1920 | 1998 | 2002 | 2010 | 2012 |
| ---- | ---- | ---- | ---- | ---- | ---- |
| 237  | ↗262 | ↘161 | ↘123 | ↘103 | →103 |